# O Sétimo Rebelde
O Sétimo Rebelde é um documentário brasileiro produzido pelo SBT para o serviço de streaming gratuito +SBT, que celebra o legado da banda RBD. A produção coloca os fãs no centro da narrativa, com depoimentos emocionantes sobre como a banda, formada por Anahí, Alfonso Herrera, Dulce María, Maite Perroni, Christopher Uckermann e Christian Chávez. A estreia do especial aconteceu em 23 de janeiro de 2025 no +SBT.
Com direção de Bruna Leonardi e roteiro de Célia Oshima, o documentário revive a história da banda e destaca a maneira única com que o grupo se conectou com seus fãs até os dias atuais.

## Sinopse
O Sétimo Rebelde reúne relatos emocionantes de fãs do RBD e de pessoas que viveram de perto a experiência única que a banda proporcionou entre os anos de 2005 e 2008, além do retorno em 2023. O documentário explora a influência do RBD na cultura pop e na juventude brasileira, celebrando o legado deixado por seus integrantes. Através de depoimentos sinceros, o filme revela como os shows, músicas e mensagens do grupo continuam vivos na memória dos fãs, transformando vidas e unindo pessoas em uma revolução cultural.

## Elenco
- Gloria Groove
- Pepita
- Silvana Kieling
- João Pedrosa
- Igor Guimarães
- Rodrigo Maiellaro
- Marina Nobre
- Kayque Nogueira
- Tayra Sodi
- Rai Gandra
- Guilherme "Poncho" Sanches
- Bárbara Aquino
- Raquel Freitas
- Ana Caroline Bernardino
- Evandro Bandra